# Polyphylla minor
Polyphylla minor är en skalbaggsart som beskrevs av Shuhei Nomura 1977. Polyphylla minor ingår i släktet Polyphylla och familjen Melolonthidae. Inga underarter finns listade i Catalogue of Life.